# Imaani Brown

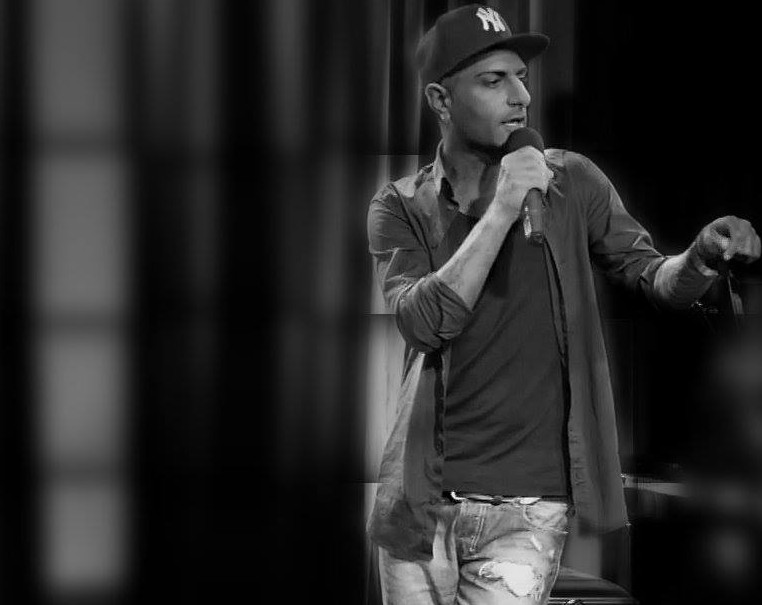
Imaani Brown

Imaani Brown (* 1980 in Ahwaz) ist ein iranisch-deutscher Autor, Musikproduzent und House-DJ. Er wuchs im Iran, in Norwegen und Deutschland auf. Imaani Brown gehört der Glaubensgemeinschaft der Zoroastrier an.

## Karriere
In Paris entwickelte Imaani großes Interesse an der Musikproduktion und erlernte dort seine ersten Fertigkeiten. Schließlich kaufte er sich mit 16 Jahren einen E-mu SP-1200 und produzierte fortan seine ersten Songs. Mit 18 Jahren brachte er seine erste Single raus: Dis Poem – ein Rework des Gedichts von dem jamaikanischen Dub-Poeten und Radio-Moderator Mutabaruka. Dieser gab Imaani sein Einverständnis, das Gedicht in einem House-Song wiederzugeben, der eigentlich für das US/UK-Publikum gedacht war und über eine Eigenpressung durch Imaani selbst vermarktet wurde. Es hat fast zehn Jahre gedauert, bis der Song schließlich Bekanntheit erlangte, als der bekannte House-DJ Dennis Ferrer diesen in aller Welt als Opener bei seinen Sets verwendet hat. Dieses Lied schaffte es in die Top 10 der Beatport- und Traxsource Charts und brachte Imaani letztendlich den erhofften Erfolg: Er erhielt weitere Anfragen und produzierte für verschiedene US-Labels. Heute arbeitet Imaani Brown hauptsächlich für zwei Produzententeams aus New York, die wiederum Remixe für Musik-Labels im elektronischen Bereich in den USA und Japan produzieren.
Imaani Brown war bis 2017 fester Bestandteil des Quatsch Comedy Clubs und trat sowohl live als auch im TV auf. Um sich jedoch auf sein Buch zu konzentrieren, zog er sich im selben Jahr vom Comedy-Geschäft zurück. Er war unter anderem Autor der ProSieben-Show Applaus und Raus, die 2017 mit dem Grimme-Preis ausgezeichnet wurde.
In Helene Hegemanns Kinofilm Axolotl Overkill spielte Imaani eine kleine Gastrolle. Für den Trailer seines Buches Hallo Deutschland führte ebenfalls Helene Hegemann Regie.

## Buch
Imaani Brown verbrachte die ersten sechs Jahre seines Lebens während des ersten Golfkriegs im Iran. Ahvaz, die Geburtsstadt von Imaani, war acht Jahre lang Kriegsschauplatz. Die Literaturagentin Elisabeth Ruge, Tochter des Journalisten Gerd Ruge, ermutigte Imaani Brown 2015, seine bewegende Geschichte in einem Buch zu erzählen. Es zeigten sich laut eigener Darstellung viele Verlage interessiert, doch letztlich entschied sich Imaani für den Heyne Verlag. Das Buch mit dem Titel Hallo Deutschland. Auf der Suche nach Heimat. wurde als Spitzentitel veröffentlicht. Das Buch handelt über „Liebe, Flucht, Drogen, Tod und das am Ende – genau dann, wenn Du nicht damit rechnest – irgendwo auf der Welt, am Tiefpunkt Deines Lebens, eine Person auf Dich wartet…“ beschreibt Imaani sein Werk.

## Werke
- Hallo Deutschland. Auf der Suche nach Heimat. Wilhelm Heyne Verlag, München 2018, ISBN 978-3-453-27105-0.
- Imaani Brown: Identität: Das kleine braune Heft. In: Die Zeit. 15. Oktober 2016, ISSN 0044-2070 (zeit.de [abgerufen am 26. Februar 2018]).

## Filmografie
- 2015: Nuhr im Ersten
- 2015: Fat Chicken Club
- 2016: Quatsch Comedy Club
- 2017: Axolotl Overkill

## Diskographie (Auswahl)
Alben
- 2010: Deep Touch
- 2010: The Urban Sound
- 2010: Soul Massage

Singles
- 2010: Soul Cypher
- 2011: Listen Up
- 2011: It feels good
- 2011: The meaning of living (Remixes)
- 2012: Mama used to say
- 2012: Arabic Nights
- 2012: Soul to sell (Remix)
- 2012: City 3000
- 2013: Between time and space (Remix)
- 2013: 2013: The waters in my eyes
- 2013: The waters in my eyes (Remixes)
- 2013: The meaning of living
- 2014: These are the things
- 2014: Andy Ward: Find my way (Imaani Brown Remix)
- 2016: Leyo: Sound in flight (Imaani Brown Remix)
- 2017: I am just a man
- 2017: Imaani Brown and DJ Eman 718 (Run bklyn trax company)